# Multietnisk
Multietnisk (eller multiracial) er defineret som herkomst af to eller relateret til mennesker af flere etniske grupper eller "racer". Udtrykket betragtes nu som forældet og bruges ikke, da det kan opfattes som racistisk.
Der findes mange udtryk for mennesker med forskellige multietniske baggrunde, herunder  biracial ,  polyetnisk  Métis, Creole, Muladi, Mulat, Farvet, Dougla, Halv, Mestiz, Melungeon, Kvadron, Zambo, Eurasisk, Garifuna
Flere andre navne forekommer forskellige steder og har forskellige betydninger forskellige steder.
Efter kolonialisme og stigende globalisering er seksuelle forhold blevet mere almindelige mellem personer med forskellige etniciteter. Ingen skadelige virkninger kan påvises hos mennesker af blandet oprindelse, de påståede negative virkninger skyldes snarere sociale sygdomme og racistiske fordomme.
Personer med multiracial baggrund udgør en betydelig del af befolkningen i mange dele af verden. I Nordamerika har undersøgelser fundet, at den multiraciale befolkning fortsætter med at vokse. I mange lande i Latinamerika udgør mestizos størstedelen af befolkningen. I Caribien udgør det multietniske folk officielt størstedelen af befolkningen i Den Dominikanske Republik (73%) og Cuba (51%).